# Rise Technology
Rise科技公司（Rise Technology）是一家無廠半導體公司（Fabless），專門設計、銷售Intel x86相容的微處理器，其mP6處理器相容於Intel的Socket 7規格介面。

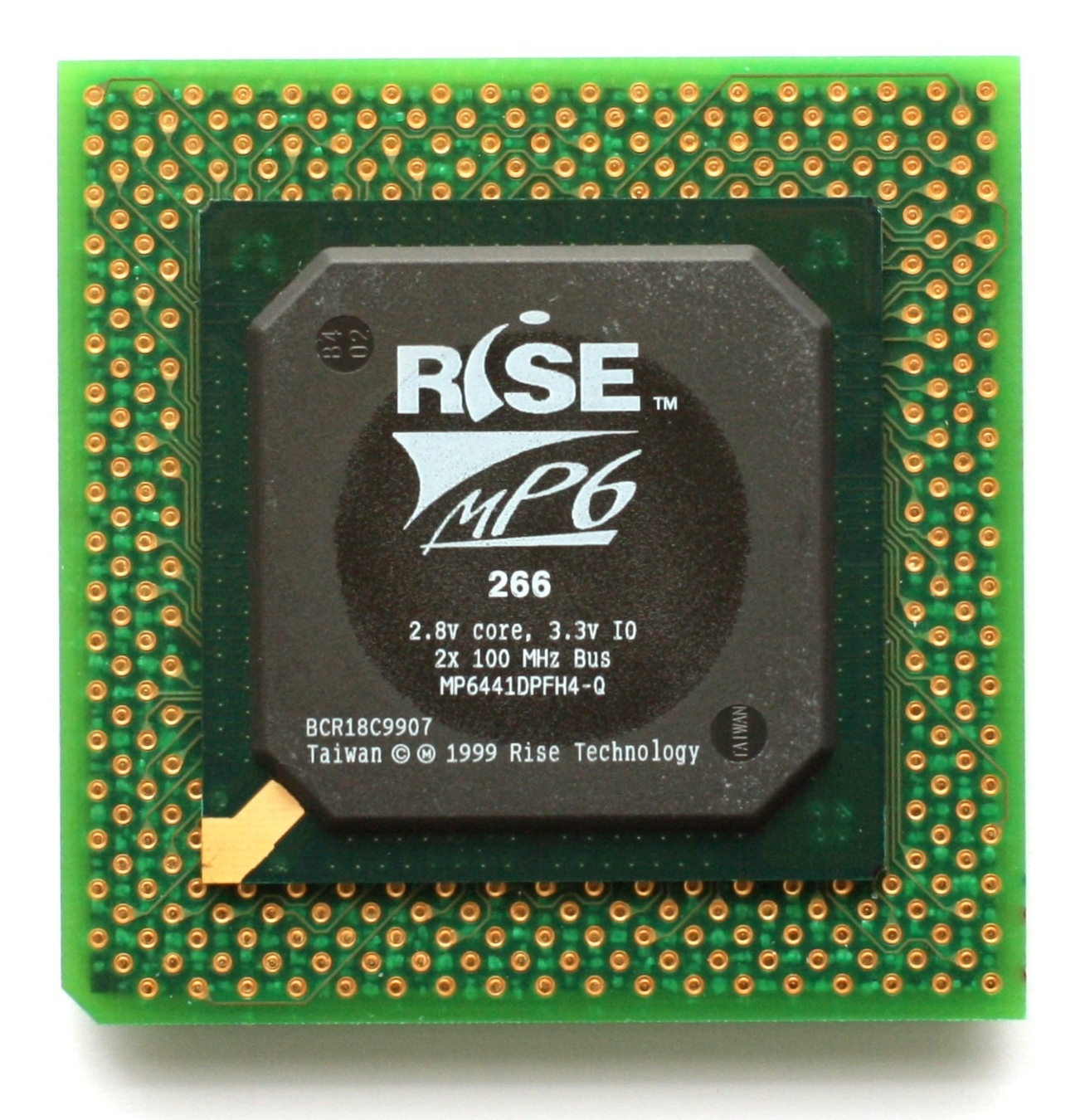
mP6處理器

Rise科技公司成立於1993年，由15個台灣的投資者（包括聯華電子、宏碁電腦、威盛電子等）及林廷隆所創，總部位在加州矽谷的聖塔克拉拉。
Rise科技公司在經過多次的改組後，在1998年底發表了mP6處理器，並在1999年開始小幅量產，mP6訴求在低階、低用電的筆記型電腦上，但依然難以與大型業者（如AMD、Intel等）競爭，因此轉變經營路線，改鎖定視訊機上盒、機頂盒（Set-Top Box，STB）與資訊家電（Internet Appliance，Interappliance，IA）；依據這個新目標，Rise科技公司銷售其技術給意法半導體（STMicroelectronics，ST）。到了1999年，矽統科技（SiS）收購Rise科技公司。

## 外部連結
- www.cpu-collection.de（页面存档备份，存于）